# Parasynegia vitticostata
Parasynegia vitticostata är en fjärilsart som beskrevs av Walker 1862. Parasynegia vitticostata ingår i släktet Parasynegia och familjen mätare. Inga underarter finns listade i Catalogue of Life.